# Zespół Tolosy-Hunta
Zespół Tolosy-Hunta – bolesne porażenie gałkoruchowe (ophthalmoplegia dolorosa). Należy do tzw. zespołów bolesnych oftalmoplegii. Występuje rzadko. Leczony jest kortykosteroidami.

## Objawy
Zespół charakteryzuje się silnym bólem okolicy oczodołu, do którego po kilku dniach lub tygodniach dołącza się porażenie zewnętrznych i wewnętrznych mięśni gałki ocznej (porażenie nerwów czaszkowych - III, IV, V, VI) oraz niedoczulica w zakresie unerwienia gałęzi ocznej nerwu V. Niekiedy towarzyszy temu obrzęk tkanek miękkich oczodołu. Podobne objawy, imitujące zespół Tolosy-Hunta, mogą wystąpić między innymi u chorych z malformacjami naczyniowymi (np. tętniak tętnicy szyjnej wewnętrznej, przetoka szyjno-jamista), w przypadku zakrzepu zatoki jamistej, zapalenia tętnicy skroniowej, cukrzycy, zapalenia mięśni oczodołu lub procesów rozrostowych w tym obszarze.

## Przyczyny
U podłoża schorzenia leżą nieswoiste zmiany zapalne (zapalenie ziarninujące) lub zakrzepica w obrębie zatoki jamistej lub szczeliny oczodołowej górnej.

## Przebieg naturalny
Po kilku miesiącach od ujawnienia się zespołu może nastąpić samoistna remisja, istnieje jednak tendencja do nawrotów.